# Wouly de Bie
Wouly Sybrand de Bie (ur. 4 marca 1958 w Beverwijk, zm. 31 sierpnia 2023) – były holenderski piłkarz wodny, uczestnik Letnich Igrzyskach Olimpijskich w Moskwie i Letnich Igrzyskach Olimpijskich w Los Angeles.